# El Gordito (Antonio Carmona y Luque)
Pour les articles homonymes, voir El Gordito.
Antonio Carmona y Luque dit « El Gordito », (le petit gros), né à Séville  le 19 avril 1838, mort  dans la même ville le 30 octobre 1920, est un matador espagnol.

## Présentation
Il commence comme banderillero de son frère Manuel  (« El Panadero »). On le crédite souvent de l'invention de la pose de bandrilles al quiebro, alors qu'il a seulement (et brillamment) remis à l'honneur cette suerte qui n'était plus en pratique depuis plus de cinquante ans. Il remporta en tout cas un succès phénoménal lorsqu'il exécuta ce quiebro le 19 avril 1858 à Séville. On rapporte que, ce jour-là, le Marquis de Salamanque, surnommé le « Buckingham espagnol », envoya à ses pieds deux magnifiques cigares enroulés dans un billet de mille pesetas.
Toutefois, une preuve incontestable que le quiebro se pratiquait déjà se trouve dans la planche 15 de La Tauromaquia de Francisco de Goya intitulée El famoso Martìncho poniendo banderillas al quiebro (1816).
Torero habile « en pirouettes », comme Cúchares, mais moins élégant, son toreo était essentiellement fondé sur des astuces que les puristes de Madrid jugeaient sévèrement. S'il a connu quelques années de gloire, notamment grâce au tercio de banderilles et  à sa grande connaissance du taureau, il n'a été une « figura » que pendant quelques années (jusqu'en 1865, peut-être). Mais les compétitions qu'il a livrées contre El Tato puis contre Lagartijo se sont toutes deux soldées par des échecs.
Il a été surtout un très mauvais tueur. Ses plus terribles échecs se situent à Madrid en 1875 puis en 1877, ce qui entraîna la résiliation de tous ses contrats. Sauf en Andalousie où il comptait encore quelques soutiens, et ceci jusqu'à la fin de sa carrière.
El Gordito eut un fils qui reprit l'apodo de son père : El Gordito (José Carmona García), parfois surnommé El Gordito hijo.

## Carrière
- Alternative à Cordoue 8 juin 1862 ; parrain : son frère, El Panadero.
- Confirmation à Madrid le  5 avril 1863 ; parrain : Cúchares ; taureau « Corzo » de la ganadería de Ortiz.